# Paul Remoiville
Pour les articles homonymes, voir Remoiville (homonymie).
Paul Eugène Remoiville est un homme politique français, né le 10 janvier 1824 à Pont-Sainte-Maxence (Oise) et mort le 14 décembre 1896 à Paris.

## Biographie
D'abord clerc d'huissier à Paris, Paul Remoiville s'installe ensuite à Corbeil. Maire de Villiers-sur-Marne en 1870, il est élu député de Seine-et-Oise de 1881 à 1889, inscrit au groupe de la Gauche radicale. 
Paul Remoiville est nommé chevalier de la Légion d'honneur et officier de l'Instruction publique. 
Il est inhumé à Paris au cimetière du Père-Lachaise (66e division).

## Sources
- « Paul Remoiville », dans Adolphe Robert et Gaston Cougny, Dictionnaire des parlementaires français, Edgar Bourloton, 1889-1891 [détail de l’édition]